# Serge Moscovici

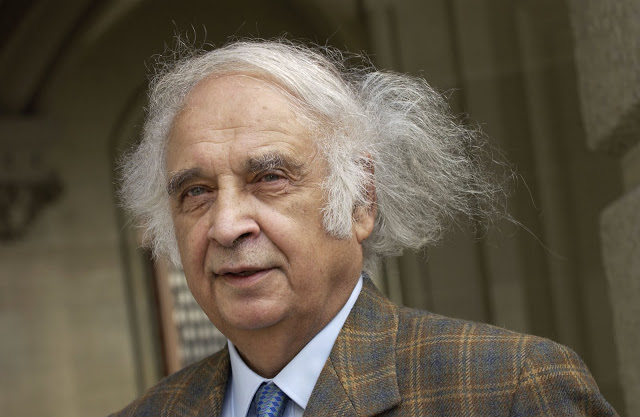
Serge Moscovici (2003)

Serge Moscovici (Srul Herș Moscovici; * 14. Juni 1925 in Brăila, Rumänien; † 16. November 2014 in Paris) war ein französischer Sozialpsychologe rumänischer Herkunft. Er war Direktor des Laboratoire Européen de Psychologie Sociale am Maison des Sciences de l’Homme in Paris. Der EU-Kommissar und ehemalige französische Finanzminister Pierre Moscovici ist sein Sohn.

## Biografie
Moscovici stammte aus einer jüdischen Familie. 1938 wurde er aufgrund antisemitischer Gesetze aus dem Gymnasium in Bukarest, das er besuchte, ausgeschlossen. Nachdem er den Pogrom in Bukarest im Januar 1941 überlebt hatte, wurde er bis zum 23. August 1944 (Befreiung Rumäniens durch die Rote Armee) zur Zwangsarbeit verpflichtet. Von 1939 bis 1947 war er Mitglied der Kommunistischen Partei Rumäniens. Während der vier Kriegsjahre entwickelte sich seine Vorliebe für das Lesen. Er lernte Französisch, insbesondere durch seinen Kontakt mit Isidor Goldstein, dem späteren Isidore Isou und Begründer des Lettrismus. Zusammen gründeten sie die Kunst- und Literaturzeitschrift Da, die Ende 1944 erschien. Da wurde rasch von der Zensur verboten.
1947 verließ er Rumänien, indem er, wie viele andere, die Lager für Displaced People passierte. Er kam durch Ungarn, Österreich und Italien. Ein Jahr später gelangte er nach Frankreich. 1949 erhielt er seine Licence für Psychologie und 1950 das Diplom des Institut de Psychologie in Paris.
Seit 1950 erhielt er ein für Flüchtlinge bestimmtes Stipendium und konnte seine Studien an der Sorbonne fortsetzen. 1961 wurde er mit einer Arbeit über die soziale Repräsentation der Psychoanalyse promoviert. Die Arbeit wurde von Daniel Lagache betreut. Parallel dazu studierte er bei Alexandre Koyré Epistemologie und Wissenschaftsgeschichte. In den 1960er Jahren erhielt er eine Einladung an das Institute for Advanced Studies in Princeton und an die Stanford University.
Später unterrichtete er an der New School for Social Research in New York und an der École des Hautes Études en Sciences Sociales in Paris, wo er das Laboratoire de psychologie sociale gründete. Eine ganze Generation französischer Sozialpsychologen wurde hier ausgebildet (Abric, Beauvois, Doise, Ghiglione, Herzlich, Jodelet, Rouquette, um nur einige zu nennen). Durch sein anthropologisches Werk und sein Engagement ist Moscovici zu einem der Pioniere der politischen Ökologie in Frankreich geworden.
1975 gründete er am Maison des sciences de l’homme das Laboratoire Européen de Psychologie Sociale, einen der ersten europäischen Forschungsverbünde.
Er war Professor am Institut Jean-Jacques Rousseau der Universität Genf, an der Université catholique de Louvain und an der Universität Cambridge und erhielt zahlreiche Auszeichnungen, darunter 2003 den Balzan-Preis für Sozialpsychologie.
Er war Mitherausgeber des European Journal of Social Psychology (1969–1974), des Journal for the Theory of Social Behavior (1985) und der Reihe Psychologie Sociale, PUF (ab 1991) sowie Herausgeber (1982) der European Studies in Social Psychology, CUP und Editions de la Maison des Sciences de l’Homme, Paris.
1990 wurde er zum ordentlichen Mitglied der Academia Europaea gewählt.

## Forschung
Serge Moscovici beschäftigte sich mit der Frage, wie Minderheiten (Minoritäten) Einfluss auf Mehrheiten (Majoritäten) ausüben. Er kam zu dem Fazit, dass im Wesentlichen der Verhaltensstil der Minorität wichtig sei. Moscovici unterscheidet die folgenden Verhaltensstile:
- Investition, das heißt Einsatz und persönliche Opfer für die Sache der Minderheit.
- Autonomie, dieser Verhaltensstil vermittelt Unabhängigkeit, Entschlossenheit und Objektivität.
- Konsistenz. Konsistentes Verhalten vermittelt Selbstsicherheit und unerschütterliche Entschlossenheit.
- Rigidität.
- Fairness.

Die Verhaltensstile müssen nicht stets gemeinsam und in Reinform gezeigt werden. Insbesondere ist es für eine Minderheit schwer, gleichzeitig rigide und fair zu agieren. Die Wirksamkeit der Verhaltensstile für einen verstärkten Einfluss auf die Gesellschaft ist außerdem vom Gegenstand der Minderheitenmeinung und den gesellschaftlichen Umständen abhängig.

## Werke (Auswahl)
- La psychanalyse, son image et son public, P.U.F., 1961/1976
- Reconversion industrielle et changements sociaux. Un exemple: la chapellerie dans l’Aude, Armand Colin, 1961
- L’expérience du mouvement. Jean-Baptiste Baliani, disciple et critique de Galilée, Hermann, 1967
- Essai sur l’histoire humaine de la nature, Flammarion, 1968/1977; dt.: Versuch über die menschliche Geschichte der Natur, Frankfurt am Main: Suhrkamp, 1982
- La société contre nature, Union Générale d’éditions, 1972 / Seuil, 1994
- Hommes domestiques et hommes sauvages, Union Générale d’éditions, 1974
- Social influence and social change, London: Academic Press, 1976; dt.: Sozialer Wandel durch Minoritäten, München Wien Baltimore: Urban & Schwarzenberg, 1979 (wieder aufgelegt u.d.T., München: Urban u. Fischer, 1991)
- Forschungsgebiete der Sozialpsychologie 1 + 2 (Hrsg.), Frankfurt a. M.: Athenäum/Fischer, 1975–1976
- Psychologie des minorités actives, P.U.F., 1979
- L’Age des foules: un traité historique de psychologie des masses, Fayard, 1981; dt.: Das Zeitalter der Massen: e. histor. Abh. über d. Massenpsychologie, Frankfurt am Main: Fischer-Taschenbuch-Verlag, 1986
- La Machine à faire les dieux, Fayard, 1988
- Chronique des années égarées: récit autobiographique, Stock, 1997
- Social Representations: Explorations in Social Psychology, Polity Press, 2000
- De la Nature. Pour penser l’écologie, Métailié, 2002
- « Réenchanter la nature. Entretiens avec Pascal Dibie », Aube, 2002

Eine komplette Bibliographie findet sich in Penser la vie, le social, la nature. Mélanges en l’honneur de Serge Moscovici, hg. von Fabrice Buschini und Nikos Kalampalikis, Paris, Editions de la Maison des sciences de l’homme, 2001.

## Sekundärliteratur
- Le Journal des Psychologies, hors-série, « Serge Moscovici. Le père des représentations sociales. Seize contributions pour mieux comprendre », octobre 2003.
- Penser la vie, le social, la nature. Mélanges en l’honneur de Serge Moscovici, sous la direction de Fabrice Buschini et Nikos Kalampalikis, Paris, Editions de la Maison des sciences de l’homme, 2001.
- Moscovici. La Vita, il percorso intellettuale, i temi, le opere, sous la direction de Mirilia Bonnes, Milano, Franco Angeli, 1999.
- Zimbardo / Gerrig Psychologie 7. Auflage, Springerverlag ISBN 978-3-540-20011-6